# Riak
Riak — свободная горизонтально масштабируемая NoSQL-система, разработанная компанией Basho Technologies. 
Изначально создана под влиянием идей СУБД DynamoDB как система класса «ключ — значение», код написан преимущественно на Erlang и частично на Си и JavaScript. В дальнейшем выделено ядро, поддерживающее подключаемые подсистемы хранения (по умолчанию используется разработанный Basho механизм Bitcask, но возможно использование LevelDB), поверх ядра реализована СУБД для временных рядов Riak TS и объектная система хранения Riak CS (основная СУБД при этом обозначается как Riak KV).
Имеет встроенную поддержку парадигмы MapReduce. Для причинно-следственного упорядочивания изменений в данных используется механизм векторных часов. Обладает механизмами настраиваемой согласованности для каждой коллекции — от согласованности в конечном счёте до строгой согласованности в смысле ACID.
Производителем заявлялось об использовании СУБД в Voxer, Comcast, Mozilla, AOL, Ask.com, Yammer, Mobile Interactive Group, Wikia, Opscode и Mochi Media. После банкротства Basho в 2017 году система развивается сообществом, в выпущенной в 2018 году очередной версии реализованы ряд возможностей, которые были доступны только в коммерческом варианте Riak (среди которых георепликация). 